# Chocz (gemeente)
De gemeente Chocz is een landgemeente in het Poolse woiwodschap Groot-Polen, in powiat Pleszewski.
De zetel van de gemeente is in Chocz.
Op 30 juni 2004 telde de gemeente 4796 inwoners.

## Oppervlakte gegevens
In 2002 bedroeg de totale oppervlakte van gemeente Chocz 73,41 km², waarvan:
- agrarisch gebied: 54%
- bossen: 39%

De gemeente beslaat 10,31% van de totale oppervlakte van de powiat.

## Demografie
Stand op 30 juni 2004:
| Omschrijving                   | Totaal | Totaal | Vrouwen | Vrouwen | Mannen | Mannen |
| ------------------------------ | ------ | ------ | ------- | ------- | ------ | ------ |
| eenheid                        | aantal | %      | aantal  | %       | aantal | %      |
| inwoners                       | 4796   | 100    | 2404    | 50,1    | 2392   | 49,9   |
| bevolkingsdichtheid (inw./km²) | 65,3   | 65,3   | 32,7    | 32,7    | 32,6   | 32,6   |

In 2002 bedroeg het gemiddelde inkomen per inwoner 1388,76 zł.

## Administratieve plaatsen (sołectwo)
Brudzewek, Chocz, Józefów, Kwileń, Kuźnia, Niniew, Nowa Kaźmierka, Nowolipsk, Nowy Olesiec, Piła, Stara Kaźmierka, Stary Olesiec.

## Aangrenzende gemeenten
Blizanów, Czermin, Gizałki, Grodziec, Pleszew